# Leuthard de Sundgau
Pour les articles homonymes, voir Leuthard.
 (décembre 2023).
Si vous disposez d'ouvrages ou d'articles de référence ou si vous connaissez des sites web de qualité traitant du thème abordé ici, merci de compléter l'article en donnant les références utiles à sa vérifiabilité et en les liant à la section « Notes et références ».
Leuthard (782-830) est un comte de Sundgau issu de la dynastie des Etichonides.
Il nait en 782 de l'union de Luitfrid II de Sundgau et d'Hiltrude de Wormsgau.
En 802, à la mort de son père, il hérite du comté du Sundgau.
Il épouse Grimlide dont il aura un enfant, l'évêque de Strasbourg Otbert.
Il meurt en 830 et son titre revient à son frère ainé, Hugues III.

## Sources
- Guy Perny, Adalric, duc d'Alsace, ascendants et descendants, Jérôme Do Bentzinger Éditeur, 2004.